# الزجاج الذي يحتوي على معدن وكبريت
الزجاج الذي يحتوي على معدن وكبريت عبارة عن أجسام كروية صغيرة في جزيئات الغبار الكوني ذات التراكيب الضخمة التي تكون شبه غضروفية، إنها تشكل اللبنات الأساسية لجزيئات الغبار الكوكبي اللامائية بشكل عام ، والمذنبات النازحة على وجه الخصوص، يبدو أن التراكيب وعلم المعادن والصخور قد تشكلت من خلال التعرض للإشعاع المؤين، نظرًا لأن التعرض حدث قبل تراكم المذنبات النازحة داخليًا ، وبالتالي المذنبات نفسها ، فمن المحتمل أن يكون إما سديمًا شمسيًا أو حبيبات بين النجوم ما قبل الشمسية. خصائص (الحجم، الشكل، علم المعادن) تحمل تشابهًا قويًا مع خصائص حبيبات السيليكات بين النجوم كما يستدل من الملاحظات الفلكية.